# NHL 2008/2009
Sezóna 2008/2009 byla 91. sezonou NHL.
Byla zahájena 4. října 2008 v Evropě. V Praze se utkali New York Rangers s Tampou Bay a ve Stockholmu Ottawa s Pittsburghem. První gól nového ročníku vstřelil Markus Näslund z New York Rangers. All Stars Game se uskutečnilo 25. ledna 2009 v Montrealu. Základní část skončila 12. dubna. Stanley Cup vyhrál tým Pittsburgh Penguins, který porazil ve finále Detroit Red Wings 4:3 na zápasy.

## Základní část

### Západní konference
| Pacifická divize  | Z  | V  | PvP | P  | GV  | GI  | B   |
| ----------------- | -- | -- | --- | -- | --- | --- | --- |
| San Jose Sharks   | 82 | 53 | 11  | 18 | 257 | 204 | 117 |
| Anaheim Ducks     | 82 | 42 | 7   | 33 | 245 | 238 | 91  |
| Dallas Stars      | 82 | 36 | 11  | 35 | 230 | 257 | 83  |
| Phoenix Coyotes   | 82 | 36 | 7   | 39 | 208 | 252 | 79  |
| Los Angeles Kings | 82 | 34 | 11  | 37 | 207 | 234 | 79  |

| Severozápadní divize | Z  | V  | PvP | P  | GV  | GI  | B   |
| -------------------- | -- | -- | --- | -- | --- | --- | --- |
| Vancouver Canucks    | 82 | 45 | 10  | 27 | 246 | 220 | 100 |
| Calgary Flames       | 82 | 46 | 6   | 30 | 254 | 248 | 98  |
| Minnesota Wild       | 82 | 40 | 9   | 33 | 219 | 200 | 89  |
| Edmonton Oilers      | 82 | 38 | 9   | 35 | 234 | 248 | 85  |
| Colorado Avalanche   | 82 | 32 | 5   | 45 | 199 | 257 | 69  |

| Centrální divize      | Z  | V  | PvP | P  | GV  | GI  | B   |
| --------------------- | -- | -- | --- | -- | --- | --- | --- |
| Detroit Red Wings     | 82 | 51 | 10  | 21 | 295 | 244 | 112 |
| Chicago Blackhawks    | 82 | 46 | 12  | 24 | 264 | 216 | 104 |
| St. Louis Blues       | 82 | 41 | 10  | 31 | 233 | 233 | 92  |
| Columbus Blue Jackets | 82 | 41 | 10  | 31 | 226 | 230 | 92  |
| Nashville Predators   | 82 | 40 | 8   | 34 | 213 | 233 | 88  |

### Východní konference
| Atlantická divize   | Z  | V  | PvP | P  | GV  | GI  | B   |
| ------------------- | -- | -- | --- | -- | --- | --- | --- |
| New Jersey Devils   | 82 | 51 | 4   | 27 | 244 | 209 | 106 |
| Pittsburgh Penguins | 82 | 45 | 9   | 28 | 264 | 239 | 99  |
| Philadelphia Flyers | 82 | 44 | 11  | 27 | 264 | 238 | 99  |
| New York Rangers    | 82 | 43 | 9   | 30 | 210 | 218 | 95  |
| New York Islanders  | 82 | 26 | 9   | 47 | 201 | 279 | 61  |

| Severovýchodní divize | Z  | V  | PvP | P  | GV  | GI  | B   |
| --------------------- | -- | -- | --- | -- | --- | --- | --- |
| Boston Bruins         | 82 | 53 | 10  | 19 | 274 | 196 | 116 |
| Montreal Canadiens    | 82 | 41 | 11  | 30 | 249 | 247 | 93  |
| Buffalo Sabres        | 82 | 41 | 9   | 32 | 250 | 234 | 91  |
| Ottawa Senators       | 82 | 36 | 11  | 35 | 217 | 237 | 83  |
| Toronto Maple Leafs   | 82 | 34 | 13  | 35 | 250 | 293 | 81  |

| Jihovýchodní divize | Z  | V  | PvP | P  | GV  | GI  | B   |
| ------------------- | -- | -- | --- | -- | --- | --- | --- |
| Washington Capitals | 82 | 50 | 8   | 24 | 272 | 245 | 108 |
| Carolina Hurricanes | 82 | 45 | 7   | 30 | 239 | 226 | 97  |
| Florida Panthers    | 82 | 41 | 11  | 30 | 234 | 231 | 93  |
| Atlanta Thrashers   | 82 | 35 | 6   | 41 | 257 | 280 | 76  |
| Tampa Bay Lightning | 82 | 24 | 18  | 40 | 210 | 279 | 66  |

## Celková tabulka Východní konference
| Východní konference | Z  | V  | PvP | P  | GV  | GI  | B   |
| ------------------- | -- | -- | --- | -- | --- | --- | --- |
| Boston Bruins       | 82 | 53 | 10  | 19 | 274 | 196 | 116 |
| Washington Capitals | 82 | 50 | 8   | 24 | 272 | 245 | 108 |
| New Jersey Devils   | 82 | 51 | 4   | 27 | 244 | 209 | 106 |
| Pittsburgh Penguins | 82 | 45 | 9   | 28 | 264 | 239 | 99  |
| Philadelphia Flyers | 82 | 44 | 11  | 27 | 264 | 238 | 99  |
| Carolina Hurricanes | 82 | 45 | 7   | 30 | 239 | 226 | 97  |
| New York Rangers    | 82 | 43 | 9   | 30 | 210 | 218 | 95  |
| Montreal Canadiens  | 82 | 41 | 11  | 30 | 249 | 247 | 93  |
|                     |    |    |     |    |     |     |     |
| Florida Panthers    | 82 | 41 | 11  | 30 | 234 | 231 | 93  |
| Buffalo Sabres      | 82 | 41 | 9   | 32 | 250 | 234 | 91  |
| Ottawa Senators     | 82 | 36 | 11  | 35 | 217 | 237 | 83  |
| Toronto Maple Leafs | 82 | 34 | 13  | 35 | 250 | 293 | 81  |
| Atlanta Thrashers   | 82 | 35 | 6   | 41 | 257 | 280 | 76  |
| Tampa Bay Lightning | 82 | 24 | 18  | 40 | 210 | 279 | 66  |
| New York Islanders  | 82 | 26 | 9   | 47 | 201 | 279 | 61  |

## Celková tabulka Západní konference
| Západní konference    | Z  | V  | PvP | P  | GV  | GI  | B   |
| --------------------- | -- | -- | --- | -- | --- | --- | --- |
| San Jose Sharks       | 82 | 53 | 11  | 18 | 257 | 204 | 117 |
| Detroit Red Wings     | 82 | 51 | 10  | 21 | 295 | 244 | 112 |
| Vancouver Canucks     | 82 | 45 | 10  | 27 | 246 | 220 | 100 |
| Chicago Blackhawks    | 82 | 46 | 12  | 24 | 264 | 216 | 104 |
| Calgary Flames        | 82 | 46 | 6   | 30 | 254 | 248 | 98  |
| St. Louis Blues       | 82 | 41 | 10  | 31 | 233 | 233 | 92  |
| Columbus Blue Jackets | 82 | 41 | 10  | 31 | 226 | 230 | 92  |
| Anaheim Ducks         | 82 | 42 | 7   | 33 | 245 | 238 | 91  |
|                       |    |    |     |    |     |     |     |
| Minnesota Wild        | 82 | 40 | 9   | 33 | 219 | 200 | 89  |
| Nashville Predators   | 82 | 40 | 8   | 34 | 213 | 233 | 88  |
| Edmonton Oilers       | 82 | 38 | 9   | 35 | 234 | 248 | 85  |
| Dallas Stars          | 82 | 36 | 11  | 35 | 230 | 257 | 83  |
| Phoenix Coyotes       | 82 | 36 | 7   | 39 | 208 | 252 | 79  |
| Los Angeles Kings     | 82 | 34 | 11  | 37 | 207 | 234 | 79  |
| Colorado Avalanche    | 82 | 32 | 5   | 45 | 199 | 257 | 69  |

## Play off

### Pavouk
|  | Čtvrtfinále konference | Čtvrtfinále konference | Čtvrtfinále konference |   |                     | Semifinále konference | Semifinále konference | Semifinále konference |  |   | Finále konference   | Finále konference | Finále konference |  |   | Finále Stanley Cupu | Finále Stanley Cupu | Finále Stanley Cupu |
|  |                        |                        |                        |   |                     |                       |                       |                       |  |   |                     |                   |                   |  |   |                     |                     |                     |
|  | 1                      | Boston Bruins          | 4                      |   |                     |                       |                       |                       |  |   |                     |                   |                   |  |   |                     |                     |                     |
|  | 8                      | Montreal Canadiens     | 0                      |   |                     |                       |                       |                       |  |   |                     |                   |                   |  |   |                     |                     |                     |
|  | 8                      | Montreal Canadiens     | 0                      |   | 1                   | Boston Bruins         | 3                     |                       |  |   |                     |                   |                   |  |   |                     |                     |                     |
|  |                        |                        |                        |   | 1                   | Boston Bruins         | 3                     |                       |  |   |                     |                   |                   |  |   |                     |                     |                     |
|  |                        | 6                      | Carolina Hurricanes    | 4 |                     |                       |                       |                       |  |   |                     |                   |                   |  |   |                     |                     |                     |
|  | 2                      | 6                      | Carolina Hurricanes    | 4 | Washington Capitals | 4                     |                       |                       |  |   |                     |                   |                   |  |   |                     |                     |                     |
|  | 2                      |                        |                        |   | Washington Capitals | 4                     |                       |                       |  |   |                     |                   |                   |  |   |                     |                     |                     |
|  | 7                      | New York Rangers       | 3                      |   |                     |                       |                       |                       |  |   |                     |                   |                   |  |   |                     |                     |                     |
|  | 7                      | New York Rangers       | 3                      |   |                     |                       |                       |                       |  | 4 | Pittsburgh Penguins | 4                 |                   |  |   |                     |                     |                     |
|  | Východní konference    |                        |                        |   |                     |                       |                       |                       |  | 4 | Pittsburgh Penguins | 4                 |                   |  |   |                     |                     |                     |
|  |                        | 6                      | Carolina Hurricanes    | 0 |                     |                       |                       |                       |  |   |                     |                   |                   |  |   |                     |                     |                     |
|  | 3                      | 6                      | Carolina Hurricanes    | 0 | New Jersey Devils   | 3                     |                       |                       |  |   |                     |                   |                   |  |   |                     |                     |                     |
|  | 3                      |                        |                        |   | New Jersey Devils   | 3                     |                       |                       |  |   |                     |                   |                   |  |   |                     |                     |                     |
|  | 6                      | Carolina Hurricanes    | 4                      |   |                     |                       |                       |                       |  |   |                     |                   |                   |  |   |                     |                     |                     |
|  | 6                      | Carolina Hurricanes    | 4                      |   | 2                   | Washington Capitals   | 3                     |                       |  |   |                     |                   |                   |  |   |                     |                     |                     |
|  |                        |                        |                        |   | 2                   | Washington Capitals   | 3                     |                       |  |   |                     |                   |                   |  |   |                     |                     |                     |
|  |                        | 4                      | Pittsburgh Penguins    | 4 |                     |                       |                       |                       |  |   |                     |                   |                   |  |   |                     |                     |                     |
|  | 4                      | 4                      | Pittsburgh Penguins    | 4 | Pittsburgh Penguins | 4                     |                       |                       |  |   |                     |                   |                   |  |   |                     |                     |                     |
|  | 4                      |                        |                        |   | Pittsburgh Penguins | 4                     |                       |                       |  |   |                     |                   |                   |  |   |                     |                     |                     |
|  | 5                      | Philadelphia Flyers    | 2                      |   |                     |                       |                       |                       |  |   |                     |                   |                   |  |   |                     |                     |                     |
|  | 5                      | Philadelphia Flyers    | 2                      |   |                     |                       |                       |                       |  |   |                     |                   |                   |  | 4 | Pittsburgh Penguins | 4                   |                     |
|  |                        |                        |                        |   |                     |                       |                       |                       |  |   |                     |                   |                   |  | 4 | Pittsburgh Penguins | 4                   |                     |
|  |                        | 2                      | Detroit Red Wings      | 3 |                     |                       |                       |                       |  |   |                     |                   |                   |  |   |                     |                     |                     |
|  | 1                      | 2                      | Detroit Red Wings      | 3 | San Jose Sharks     | 2                     |                       |                       |  |   |                     |                   |                   |  |   |                     |                     |                     |
|  | 1                      |                        |                        |   | San Jose Sharks     | 2                     |                       |                       |  |   |                     |                   |                   |  |   |                     |                     |                     |
|  | 8                      | Anaheim Ducks          | 4                      |   |                     |                       |                       |                       |  |   |                     |                   |                   |  |   |                     |                     |                     |
|  | 8                      | Anaheim Ducks          | 4                      |   | 2                   | Detroit Red Wings     | 4                     |                       |  |   |                     |                   |                   |  |   |                     |                     |                     |
|  |                        |                        |                        |   | 2                   | Detroit Red Wings     | 4                     |                       |  |   |                     |                   |                   |  |   |                     |                     |                     |
|  |                        | 8                      | Anaheim Ducks          | 3 |                     |                       |                       |                       |  |   |                     |                   |                   |  |   |                     |                     |                     |
|  | 2                      | 8                      | Anaheim Ducks          | 3 | Detroit Red Wings   | 4                     |                       |                       |  |   |                     |                   |                   |  |   |                     |                     |                     |
|  | 2                      |                        |                        |   | Detroit Red Wings   | 4                     |                       |                       |  |   |                     |                   |                   |  |   |                     |                     |                     |
|  | 7                      | Columbus Blue Jackets  | 0                      |   |                     |                       |                       |                       |  |   |                     |                   |                   |  |   |                     |                     |                     |
|  | 7                      | Columbus Blue Jackets  | 0                      |   |                     |                       |                       |                       |  | 2 | Detroit Red Wings   | 4                 |                   |  |   |                     |                     |                     |
|  | Západní konference     |                        |                        |   |                     |                       |                       |                       |  | 2 | Detroit Red Wings   | 4                 |                   |  |   |                     |                     |                     |
|  |                        | 4                      | Chicago Blackhawks     | 1 |                     |                       |                       |                       |  |   |                     |                   |                   |  |   |                     |                     |                     |
|  | 3                      | 4                      | Chicago Blackhawks     | 1 | Vancouver Canucks   | 4                     |                       |                       |  |   |                     |                   |                   |  |   |                     |                     |                     |
|  | 3                      |                        |                        |   | Vancouver Canucks   | 4                     |                       |                       |  |   |                     |                   |                   |  |   |                     |                     |                     |
|  | 6                      | St. Louis Blues        | 0                      |   |                     |                       |                       |                       |  |   |                     |                   |                   |  |   |                     |                     |                     |
|  | 6                      | St. Louis Blues        | 0                      |   | 3                   | Vancouver Canucks     | 2                     |                       |  |   |                     |                   |                   |  |   |                     |                     |                     |
|  |                        |                        |                        |   | 3                   | Vancouver Canucks     | 2                     |                       |  |   |                     |                   |                   |  |   |                     |                     |                     |
|  |                        | 4                      | Chicago Blackhawks     | 4 |                     |                       |                       |                       |  |   |                     |                   |                   |  |   |                     |                     |                     |
|  | 4                      | 4                      | Chicago Blackhawks     | 4 | Chicago Blackhawks  | 4                     |                       |                       |  |   |                     |                   |                   |  |   |                     |                     |                     |
|  | 4                      |                        |                        |   | Chicago Blackhawks  | 4                     |                       |                       |  |   |                     |                   |                   |  |   |                     |                     |                     |
|  | 5                      | Calgary Flames         | 2                      |   |                     |                       |                       |                       |  |   |                     |                   |                   |  |   |                     |                     |                     |

### Východní konference

#### Čtvrtfinále
| Utkání    | Domácí              |     | Hosté               | Výsledek                     |
| --------- | ------------------- | --- | ------------------- | ---------------------------- |
| 1. utkání | Boston Bruins       | --- | Montreal Canadiens  | 4:2 (2:1, 0:1, 2:0)          |
| 2. utkání | Boston Bruins       | --- | Montreal Canadiens  | 5:1 (2:0, 3:1, 0:0)          |
| 3. utkání | Montreal Canadiens  | --- | Boston Bruins       | 2:4 (1:1, 1:2, 0:1)          |
| 4. utkání | Montreal Canadiens  | --- | Boston Bruins       | 1:4 (1:2, 0:2, 0:0)          |
| Utkání    | Domácí              |     | Hosté               | Výsledek                     |
| 1. utkání | Washington Capitals | --- | New York Rangers    | 3:4 (0:0, 2:3, 1:1)          |
| 2. utkání | Washington Capitals | --- | New York Rangers    | 0:1 (0:1, 0:0, 0:0)          |
| 3. utkání | New York Rangers    | --- | Washington Capitals | 0:4 (0:2, 0:1, 0:1)          |
| 4. utkání | New York Rangers    | --- | Washington Capitals | 2:1 (1:0, 1:0, 0:1)          |
| 5. utkání | Washington Capitals | --- | New York Rangers    | 4:0 (2:0, 2:0, 0:0)          |
| 6. utkání | New York Rangers    | --- | Washington Capitals | 3:5 (1:3, 0:2, 2:0)          |
| 7. utkání | Washington Capitals | --- | New York Rangers    | 2:1 (1:1, 0:0, 1:0)          |
| Utkání    | Domácí              |     | Hosté               | Výsledek                     |
| 1. utkání | New Jersey Devils   | --- | Carolina Hurricanes | 4:1 (1:0, 2:0, 1:1)          |
| 2. utkání | New Jersey Devils   | --- | Carolina Hurricanes | 1:2(pp) (1:1, 0:0, 0:0, 0:1) |
| 3. utkání | Carolina Hurricanes | --- | New Jersey Devils   | 2:3(pp) (1:2, 1:0, 0:0, 0:1) |
| 4. utkání | Carolina Hurricanes | --- | New Jersey Devils   | 4:3 (2:0, 1:1, 1:2)          |
| 5. utkání | New Jersey Devils   | --- | Carolina Hurricanes | 1:0 (0:0, 1:0, 0:0)          |
| 6. utkání | Carolina Hurricanes | --- | New Jersey Devils   | 4:0 (1:0, 2:0, 1:0)          |
| 7. utkání | New Jersey Devils   | --- | Carolina Hurricanes | 3:4 (2:1, 1:1, 0:2)          |
| Utkání    | Domácí              |     | Hosté               | Výsledek                     |
| 1. utkání | Pittsburgh Penguins | --- | Philadelphia Flyers | 4:1 (1:0, 1:0, 2:1)          |
| 2. utkání | Pittsburgh Penguins | --- | Philadelphia Flyers | 3:2(pp) (0:1, 1:0, 1:1, 1:0) |
| 3. utkání | Philadelphia Flyers | --- | Pittsburgh Penguins | 6:3 (2:1, 2:1, 2:1)          |
| 4. utkání | Philadelphia Flyers | --- | Pittsburgh Penguins | 1:3 (0:0, 0:2, 1:1)          |
| 5. utkání | Pittsburgh Penguins | --- | Philadelphia Flyers | 0:3 (0:0, 0:1, 0:2)          |
| 6. utkání | Philadelphia Flyers | --- | Pittsburgh Penguins | 3:5 (2:0, 1:3, 0:2)          |

#### Semifinále
| Utkání    | Domácí              |     | Hosté               | Výsledek                     |
| --------- | ------------------- | --- | ------------------- | ---------------------------- |
| 1. utkání | Boston Bruins       | --- | Carolina Hurricanes | 4:1 (1:1, 2:0, 1:0)          |
| 2. utkání | Boston Bruins       | --- | Carolina Hurricanes | 0:3 (0:0, 0:2, 0:1)          |
| 3. utkání | Carolina Hurricanes | --- | Boston Bruins       | 3:2(pp) (0:1, 2:0, 0:1, 1:0) |
| 4. utkání | Carolina Hurricanes | --- | Boston Bruins       | 4:1 (1:0, 0:1, 3:0)          |
| 5. utkání | Boston Bruins       | --- | Carolina Hurricanes | 4:0 (2:0, 1:0, 1:0)          |
| 6. utkání | Carolina Hurricanes | --- | Boston Bruins       | 2:4 (0:2, 1:2, 1:0)          |
| 7. utkání | Boston Bruins       | --- | Carolina Hurricanes | 2:3(pp) (1:1, 0:1, 1:0, 0:1) |
| Utkání    | Domácí              |     | Hosté               | Výsledek                     |
| 1. utkání | Washington Capitals | --- | Pittsburgh Penguins | 3:2 (2:1, 0:1, 1:0)          |
| 2. utkání | Washington Capitals | --- | Pittsburgh Penguins | 4:3 (0:1, 2:1, 2:1)          |
| 3. utkání | Pittsburgh Penguins | --- | Washington Capitals | 3:2(pp) (0:1, 1:0, 1:1, 1:0) |
| 4. utkání | Pittsburgh Penguins | --- | Washington Capitals | 5:3 (3:1, 0:1, 2:1)          |
| 5. utkání | Washington Capitals | --- | Pittsburgh Penguins | 3:4(pp) (0:0, 2:1, 1:2, 0:1) |
| 6. utkání | Pittsburgh Penguins | --- | Washington Capitals | 4:5(pp) (1:0, 1:2, 2:2, 0:1) |
| 7. utkání | Washington Capitals | --- | Pittsburgh Penguins | 2:6 (0:2, 1:3, 1:1)          |

#### Finále
| Utkání    | Domácí              |     | Hosté               | Výsledek            |
| --------- | ------------------- | --- | ------------------- | ------------------- |
| 1. utkání | Pittsburgh Penguins | --- | Carolina Hurricanes | 3:2 (2:0, 0:1, 1:1) |
| 2. utkání | Pittsburgh Penguins | --- | Carolina Hurricanes | 7:4 (2:3, 2:0, 3:1) |
| 3. utkání | Carolina Hurricanes | --- | Pittsburgh Penguins | 2:6 (1:3, 0:0, 1:3) |
| 4. utkání | Carolina Hurricanes | --- | Pittsburgh Penguins | 1:4 (1:2, 0:1, 0:1) |

### Západní konference

#### Čtvrtfinále
| Utkání    | Domácí                |     | Hosté                 | Výsledek                     |
| --------- | --------------------- | --- | --------------------- | ---------------------------- |
| 1. utkání | San Jose Sharks       | --- | Anaheim Ducks         | 0:2 (0:0, 0:0, 0:2)          |
| 2. utkání | San Jose Sharks       | --- | Anaheim Ducks         | 2:3 (0:1, 1:0, 1:2)          |
| 3. utkání | Anaheim Ducks         | --- | San Jose Sharks       | 3:4 (2:2, 1:1, 0:1)          |
| 4. utkání | Anaheim Ducks         | --- | San Jose Sharks       | 4:0 (0:0, 2:0, 2:0)          |
| 5. utkání | San Jose Sharks       | --- | Anaheim Ducks         | 3:2(pp) (1:0, 1:0, 0:2, 1:0) |
| 6. utkání | Anaheim Ducks         | --- | San Jose Sharks       | 4:1 (1:1, 2:0, 1:0)          |
| Utkání    | Domácí                |     | Hosté                 | Výsledek                     |
| 1. utkání | Detroit Red Wings     | --- | Columbus Blue Jackets | 4:1 (0:0, 3:1, 1:0)          |
| 2. utkání | Detroit Red Wings     | --- | Columbus Blue Jackets | 4:0 (1:0, 2:0, 1:0)          |
| 3. utkání | Columbus Blue Jackets | --- | Detroit Red Wings     | 1:4 (0:2, 0:1, 1:1)          |
| 4. utkání | Columbus Blue Jackets | --- | Detroit Red Wings     | 5:6 (1:3, 4:2, 0:1)          |
| Utkání    | Domácí                |     | Hosté                 | Výsledek                     |
| 1. utkání | Vancouver Canucks     | --- | St. Louis Blues       | 2:1 (1:0, 1:1, 0:0)          |
| 2. utkání | Vancouver Canucks     | --- | St. Louis Blues       | 3:0 (0:0, 1:0, 2:0)          |
| 3. utkání | St. Louis Blues       | --- | Vancouver Canucks     | 2:3 (1:0, 1:2, 0:1)          |
| 4. utkání | St. Louis Blues       | --- | Vancouver Canucks     | 2:3(pp) (0:1, 2:1, 0:0, 0:1) |
| Utkání    | Domácí                |     | Hosté                 | Výsledek                     |
| 1. utkání | Chicago Blackhawks    | --- | Calgary Flames        | 3:2(pp) (0:1, 1:0, 1:1, 1:0) |
| 2. utkání | Chicago Blackhawks    | --- | Calgary Flames        | 3:2 (0:2, 3:0, 0:0)          |
| 3. utkání | Calgary Flames        | --- | Chicago Blackhawks    | 4:2 (1:1, 1:0, 2:1)          |
| 4. utkání | Calgary Flames        | --- | Chicago Blackhawks    | 6:4 (1:1, 3:3, 2:0)          |
| 5. utkání | Chicago Blackhawks    | --- | Calgary Flames        | 5:1 (3:0, 2:1, 0:0)          |
| 6. utkání | Calgary Flames        | --- | Chicago Blackhawks    | 1:4 (0:2, 0:1, 1:1)          |

#### Semifinále
| Utkání    | Domácí             |     | Hosté              | Výsledek                     |
| --------- | ------------------ | --- | ------------------ | ---------------------------- |
| 1. utkání | Detroit Red Wings  | --- | Anaheim Ducks      | 3:2 (1:1, 1:1, 1:0)          |
| 2. utkání | Detroit Red Wings  | --- | Anaheim Ducks      | 3:4(pp) (2:2, 0:1, 1:0, 0:1) |
| 3. utkání | Anaheim Ducks      | --- | Detroit Red Wings  | 2:1 (1:0, 1:1, 0:0)          |
| 4. utkání | Anaheim Ducks      | --- | Detroit Red Wings  | 3:6 (1:2, 1:2, 1:2)          |
| 5. utkání | Detroit Red Wings  | --- | Anaheim Ducks      | 4:1 (0:0, 2:1, 2:0)          |
| 6. utkání | Anaheim Ducks      | --- | Detroit Red Wings  | 2:1 (0:0, 2:0, 0:1)          |
| 7. utkání | Detroit Red Wings  | --- | Anaheim Ducks      | 4:3 (1:0, 2:2, 1:1)          |
| Utkání    | Domácí             |     | Hosté              | Výsledek                     |
| 1. utkání | Vancouver Canucks  | --- | Chicago Blackhawks | 5:3 (1:0, 2:0, 2:3)          |
| 2. utkání | Vancouver Canucks  | --- | Chicago Blackhawks | 3:6 (2:0, 0:3, 1:3)          |
| 3. utkání | Chicago Blackhawks | --- | Vancouver Canucks  | 1:3 (0:1, 1:2, 0:0)          |
| 4. utkání | Chicago Blackhawks | --- | Vancouver Canucks  | 2:1(pp) (0:0, 0:1, 1:0, 1:0) |
| 5. utkání | Vancouver Canucks  | --- | Chicago Blackhawks | 2:4 (1:1, 1:1, 0:2)          |
| 6. utkání | Chicago Blackhawks | --- | Vancouver Canucks  | 7:5 (1:1, 2:2, 4:2)          |

#### Finále
| Utkání    | Domácí             |     | Hosté              | Výsledek                     |
| --------- | ------------------ | --- | ------------------ | ---------------------------- |
| 1. utkání | Detroit Red Wings  | --- | Chicago Blackhawks | 5:2 (1:1, 1:0, 3:1)          |
| 2. utkání | Detroit Red Wings  | --- | Chicago Blackhawks | 3:2(pp) (1:1, 1:0, 0:1, 1:0) |
| 3. utkání | Chicago Blackhawks | --- | Detroit Red Wings  | 4:3(pp) (2:0, 1:3, 0:0, 1:0) |
| 4. utkání | Chicago Blackhawks | --- | Detroit Red Wings  | 1:6 (0:2, 1:3, 0:1)          |
| 5. utkání | Detroit Red Wings  | --- | Chicago Blackhawks | 2:1(pp) (0:0, 0:0, 1:1, 1:0) |

### Finále Stanley Cupu
| Utkání    | Domácí              |     | Hosté               | Výsledek            |
| --------- | ------------------- | --- | ------------------- | ------------------- |
| 1. utkání | Detroit Red Wings   | --- | Pittsburgh Penguins | 3:1 (1:1, 1:0, 1:0) |
| 2. utkání | Detroit Red Wings   | --- | Pittsburgh Penguins | 3:1 (0:1, 2:0, 1:0) |
| 3. utkání | Pittsburgh Penguins | --- | Detroit Red Wings   | 4:2 (2:2, 0:0, 2:0) |
| 4. utkání | Pittsburgh Penguins | --- | Detroit Red Wings   | 4:2 (1:1, 3:1, 0:0) |
| 5. utkání | Detroit Red Wings   | --- | Pittsburgh Penguins | 5:0 (1:0, 4:0, 0:0) |
| 6. utkání | Pittsburgh Penguins | --- | Detroit Red Wings   | 2:1 (0:0, 1:0, 1:1) |
| 7. utkání | Detroit Red Wings   | --- | Pittsburgh Penguins | 1:2 (0:0, 0:2, 1:0) |

## Trofeje

### Individuální trofeje
- Hart Memorial Trophy – Alexandr Ovečkin (Washington Capitals)
- Ted Lindsay Award – Alexandr Ovečkin (Washington Capitals)
- Vezina Trophy – Tim Thomas (Boston Bruins)
- James Norris Memorial Trophy – Zdeno Chára (Boston Bruins)
- Calder Memorial Trophy – Steve Mason (Columbus Blue Jackets)
- Frank J. Selke Trophy – Pavel Dacjuk (Detroit Red Wings)
- Lady Byng Memorial Trophy – Pavel Dacjuk (Detroit Red Wings)
- Jack Adams Award – Claude Julien (Boston Bruins)
- Bill Masterton Memorial Trophy – Steve Sullivan (Nashville Predators)
- King Clancy Memorial Trophy – Ethan Moreau (Edmonton Oilers)
- Mark Messier Leadership Award – Jarome Iginla (Calgary Flames)
- NHL Foundation Player Award – Rick Nash (Columbus Blue Jackets)
- Art Ross Trophy – Jevgenij Malkin (Pittsburgh Penguins)
- Maurice Richard Trophy – Alexandr Ovečkin (Washington Capitals)
- William M. Jennings Trophy – Tim Thomas a Manny Fernandez (Boston Bruins)
- Roger Crozier Saving Grace Award – Tim Thomas (Boston Bruins)
- Conn Smythe Trophy – Jevgenij Malkin (Pittsburgh Penguins)
- NHL Plus/Minus Award – David Krejčí (Boston Bruins)

### Kolektivní trofeje
- Stanley Cup – Pittsburgh Penguins
- Prince of Wales Trophy – Pittsburgh Penguins
- Clarence S. Campbell Bowl – Detroit Red Wings
- Presidents' Trophy – San Jose Sharks

### All-Star týmy

#### 1. All-Star Team
Do 1. All-Star týmu byli zvoleni:
- Útočníci – Jevgenij Malkin (Pittsburgh Penguins), Jarome Iginla (Calgary Flames), Alexandr Ovečkin (Washington Capitals)
- Obránci – Mike Green (Washington Capitals), Zdeno Chára (Boston Bruins)
- Brankář – Tim Thomas (Boston Bruins)

#### 2. All-Star Team
Do 2. All-Star týmu byli zvoleni:
- Útočníci – Pavel Dacjuk (Detroit Red Wings), Marián Hossa (Detroit Red Wings), Zach Parise (New Jersey Devils)
- Obránci – Nicklas Lidström (Detroit Red Wings), Dan Boyle (San Jose Sharks)
- Brankář – Steve Mason (Columbus Blue Jackets)

#### NHL All-Rookie Team
Do NHL All-Rookie týmu byli zvoleni:
- Útočníci – Patrik Berglund (St. Louis Blues), Bobby Ryan (Anaheim Ducks), Kris Versteeg (Chicago Blackhawks)
- Obránci – Drew Doughty (Los Angeles Kings), Luke Schenn (Toronto Maple Leafs)
- Brankář – Steve Mason (Columbus Blue Jackets)

## Individuální statistiky

### Produktivita v základní části
Řazeno podle počtu kanadských bodů, kritériem na druhém místě je počet vstřelených gólů
| Hráč              | Klub                | Utkání | Góly | Asistence | Body | +/– | TM  |
| ----------------- | ------------------- | ------ | ---- | --------- | ---- | --- | --- |
| Jevgenij Malkin   | Pittsburgh Penguins | 82     | 35   | 78        | 113  | +17 | 80  |
| Alexandr Ovečkin  | Washington Capitals | 79     | 56   | 54        | 110  | +8  | 72  |
| Sidney Crosby     | Pittsburgh Penguins | 76     | 33   | 70        | 103  | +3  | 76  |
| Pavel Dacjuk      | Detroit Red Wings   | 81     | 32   | 65        | 97   | +34 | 22  |
| Zach Parise       | New Jersey Devils   | 82     | 45   | 49        | 94   | +30 | 24  |
| Ilja Kovalčuk     | Atlanta Thrashers   | 79     | 43   | 48        | 91   | −12 | 50  |
| Ryan Getzlaf      | Anaheim Ducks       | 81     | 25   | 66        | 91   | +5  | 121 |
| Jarome Iginla     | Calgary Flames      | 81     | 35   | 54        | 89   | −2  | 37  |
| Marc Savard       | Boston Bruins       | 82     | 25   | 63        | 88   | +25 | 70  |
| Nicklas Bäckström | Washington Capitals | 82     | 22   | 66        | 88   | +16 | 46  |

### Statistiky brankářů
Řazeno podle gólového průměru na utkání
| Hráč               | Klub                  | Utkání | Min      | V  | P  | P/prodl | GA  | SO | % úsp. | Gól. prům. |
| ------------------ | --------------------- | ------ | -------- | -- | -- | ------- | --- | -- | ------ | ---------- |
| Tim Thomas         | Boston Bruins         | 54     | 3 258:49 | 36 | 11 | 7       | 114 | 5  | 93,3   | 2,10       |
| Steve Mason        | Columbus Blue Jackets | 60     | 3 604:58 | 33 | 19 | 7       | 135 | 10 | 91,7   | 2,25       |
| Niklas Bäckström   | Minnesota Wild        | 71     | 4 088:03 | 37 | 24 | 8       | 159 | 8  | 92,3   | 2,33       |
| Jonas Hiller       | Anaheim Ducks         | 45     | 2 446:26 | 23 | 15 | 1       | 95  | 4  | 92,0   | 2,33       |
| Roberto Luongo     | Vancouver Canucks     | 54     | 3 181:05 | 33 | 13 | 7       | 124 | 9  | 92,0   | 2,34       |
| Pekka Rinne        | Nashville Predators   | 52     | 2 999:12 | 29 | 15 | 4       | 119 | 7  | 91,7   | 2,38       |
| Nikolaj Chabibulin | Chicago Blackhawks    | 41     | 2 407:15 | 24 | 8  | 7       | 96  | 2  | 91,7   | 2,39       |
| Scott Clemmensen   | New Jersey Devils     | 40     | 2 355:56 | 25 | 13 | 1       | 94  | 2  | 91,7   | 2,39       |
| Martin Brodeur     | New Jersey Devils     | 31     | 1 813:35 | 19 | 9  | 3       | 73  | 5  | 91,6   | 2,41       |
| Chris Mason        | St. Louis Blues       | 57     | 3 214:54 | 27 | 21 | 7       | 129 | 6  | 91,6   | 2,41       |

Legenda 

Min – odchytané minuty 

V – vítězství 

P – porážky 

P/prodl – porážky v prodloužení či nastavení 

GA – obdržené branky 

SO – utkání bez obdržení branky (shotout) 

% úsp. – procento úspěšnosti zákroků 

Gól. prům. – gólový průměr na utkání 